# Сільвія Тестю
Сільвія Тестю́ (фр. Sylvie Testud; нар. 17 січня 1971, Ліон, Франція) — французька акторка й кінорежисерка.

## Біографія
Сільвія Тестю народилася в Ліоні у сім'ї італійки, що емігрувала до Франції, та француза. Коли Сільвії було два роки, її батько залишив сім'ю. Виросла в Ліонському районі Круа-Рус серед іммігрантів з Італії та Іспанії. Закінчила Вищу національну консерваторію драматичного мистецтва.
Дебютувала в кіно у 1991 році у короткометражній стрічці «Скрипаль». Потім знялася у кількох малопомітних повнометражних фільмах. Перші помітні ролі з'явилися у Сільвії Тестю у другій половині 1990-х, а 1999 року Тестю стала популярною у Франції завдяки головній ролі у драмі режисера Томаса Венсана «Карнавал».
За головну роль у фільмі «За гранню тиші» (1996) режисерки Кароліни Лінк акторці було присуджено німецьку національну кінонагороду «Лола» за найкращу жіночу роль.
Однією з найвідоміших робіт Тестю в кіно стала роль психопатки-вбивці Крістіни Папен з кримінальної драми «Убивчі рани» (2000). За цю роль вона отримала премію «Сезар» у номінації «Найперспективніша акторка».
У 2003 році випустила автобіографічну книгу «Існує не так вже багато зірок сьогодні». У 2004 році Сільвія Тестю отримала «Сезара» в номінації «Найкраща акторка» за головну роль у драмі «Страх і трепет», заснованій на бестселері бельгійської письменниці Амелі Нотомб.
У 2008 році стала кавалеркою Національного ордену «За заслуги». У 2016 році нагороджена Орденом Мистецтв та літератури (офіцер).
У 2012 як режисерка поставила на основі свого автобіографічного роману повнометражний художній фільм «Інше життя жінки» з Жюльєт Бінош, Матьє Кассовіцем та Ор Атіка у головних ролях.

## Особисте життя
Від двох батьків має сина Рубена (нар. 15 лютого 2005) та доньку Естер (25 січня 2011).

## Фільмографія
| Рік  |   | Українська назва         | Оригінальна назва             | Роль                    |
| ---- | - | ------------------------ | ----------------------------- | ----------------------- |
| 1996 | ф | За гранню тиші           | Jenseits der Stille           | Лара                    |
| 1997 | ф | Згорілі в раю            | Flammen im Paradies           | Естер                   |
| 1998 | ф | Нещастя Маргарет         | The Misadventures of Margaret | молода черниця          |
| 1999 | ф | Карнавал                 | Karnaval                      | Беа                     |
| 1999 | ф | Крапочка й Антон         | Pünktchen und Anton           | Лоренс                  |
| 2000 | ф | Полонянка                | La captive                    | Аріана                  |
| 2000 | ф | Сад                      | Sade                          | Рене де Сад             |
| 2000 | ф | Убивчі рани              | Les blessures assassines      | Крістіна Папен          |
| 2001 | ф | Замок                    | The Château                   | Ізабель                 |
| 2001 | ф | Я йду додому             | Je rentre à la maison         | Аріель                  |
| 2002 | ф | Шануй батька свого       | Aime ton père                 | Вірджинія               |
| 2003 | ф | Страх і трепет           | Stupeur et tremblements       | Амелі                   |
| 2003 | ф | Ох вже ці доньки!        | Filles uniques                | Тіна                    |
| 2003 | ф | Лабіринти                | Dédales                       | Клод                    |
| 2004 | ф | Завтра переїжджаємо      | Demain on déménage            | Шарлотта                |
| 2006 | ф | Спадок                   | L’héritage                    | Патрисія                |
| 2007 | ф | Життя у рожевому кольорі | La môme                       | Момона                  |
| 2007 | ф | Франція                  | La France                     | Камілла                 |
| 2007 | ф | Таємниця Антуана Ватто   | Ce que mes yeux ont vu        | Люсі Одібер             |
| 2008 | ф | Саган                    | Sagan                         | Франсуаза Куаре (Саган) |
| 2008 | ф | Ідіот                    | L’idiot                       | Дарина Олексіївна       |
| 2009 | ф | Відплата                 | Fu chou                       | Ірен Томпсон            |
| 2009 | ф | Лурд                     | Lourdes                       | Крістіна                |
| 2009 | ф | Щасливчик Люк            | Lucky Luke                    | Джейн-катастрофа        |
| 2010 | ф | Облава                   | La rafle                      | Белла Циглер            |
| 2012 | ф | Офірний цап              | The Scapegoat                 | Бела, художниця         |
| 2012 | ф | Інше життя жінки         | La vie d'une autre            |                         |
| 2014 | ф | Дві жінки                | Mesyats v derevne             | Єлизавета Богданівна    |
| 2014 | ф | Красуні у Парижі         | Sous Les jupes де Filles      | Сам                     |
| 2017 | ф | Останній портрет         | Final Portrait                | Аннетт Арм              |
| 2017 | ф | Наречений на двох        | Jour J                        |                         |
| 2018 | ф | Суспірія                 | Suspiria                      | місс Гріффіт            |

## Визнання

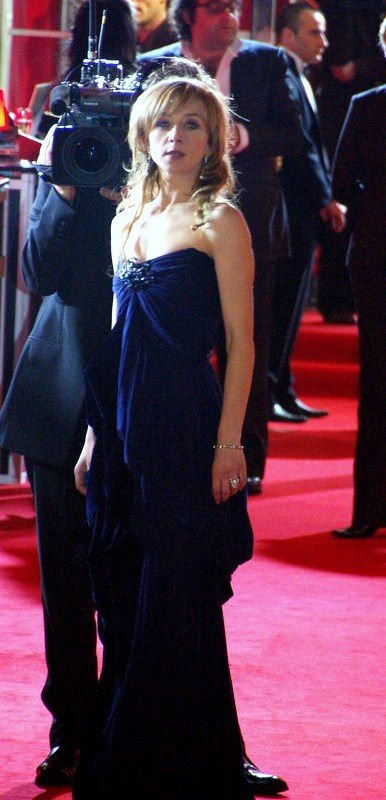
На церемонії вручення «Сезара», 2008

| Рік                                                      | Категорія                            | Фільм                    | Результат |
| -------------------------------------------------------- | ------------------------------------ | ------------------------ | --------- |
| Премія «Лола»                                            |                                      |                          |           |
| 1997                                                     | Найкращий акторка у головній ролі    | За гранню тиші           | Перемога  |
| Кінофестиваль «Актори кіно» (Acteurs à l'Écran), Франція |                                      |                          |           |
| 1999                                                     | Приз Мюзідори найкращій акторці      | Прилив                   | Номінація |
| 2000                                                     | Приз Мішеля Сімона найкращій акторці | Карнавал                 | Перемога  |
| Премія «Сезар»                                           |                                      |                          |           |
| 2000                                                     | Найперспективніша акторка            | Карнавал                 | Номінація |
| 2001                                                     | Найперспективніша акторка            | Убивчі рани              | Перемога  |
| 2004                                                     | Найкраща акторка                     | Страх і трепет           | Перемога  |
| 2008                                                     | Найкраща акторка другого плану       | Життя у рожевому кольорі | Номінація |
| 2009                                                     | Найкраща акторка                     | Саган                    | Номінація |
| Премія Європейської кіноакадемії                         |                                      |                          |           |
| 2000                                                     | Найкраща акторка                     | Полонянка                | Номінація |
| 2010                                                     | Найкраща акторка                     | Лурд                     | Перемога  |
| Кінофестиваль у Карлових Варах                           |                                      |                          |           |
| 2003                                                     | Найкраща акторка                     | Страх і трепет           | Перемога  |
| Премія «Люм'єр»                                          |                                      |                          |           |
| 2004                                                     | Найкраща акторка                     | Страх і трепет           | Перемога  |
| 2008                                                     | Найкраща акторка                     | Таємниця Антуана Ватто   | Номінація |
| Золота зірка кіно                                        |                                      |                          |           |
| 2004                                                     | Найкраща акторка                     | Страх і трепет           | Перемога  |
| Кришталевий глобус (Франція)                             |                                      |                          |           |
| 2009                                                     | Найкраща акторка                     | Саган                    | Перемога  |